# Septembre 1942 (guerre mondiale)
Chronologie de la Seconde Guerre mondiale
Août 1942 - Septembre 1942 -  Octobre 1942
- Septembre : 
  - Création de l'Armée Secrète française.

- 1er septembre : 
  - Stalingrad est complètement encerclée par des forces allemandes.

- 2 septembre :
  - Départ du 27e convoi de déportation des Juifs de France, du camp de Drancy vers Auschwitz : 1000 déportés, 30 survivants en 1945.
  - Début du convoi PQ 18 en direction de Mourmansk.

- 3 septembre :
  - L'insurrection du ghetto juif de Lakhva contre les Nazis.

- 4 septembre :
  - Départ du 28e convoi de déportation des Juifs de France, du camp de Drancy vers Auschwitz : 1013 déportés, 26 survivants en 1945.

- 7 septembre :
  - Départ du 29e convoi de déportation des Juifs de France, du camp de Drancy vers Auschwitz : 1000 déportés, 34 survivants en 1945.

- 9 septembre :
  - Départ du 30e convoi de déportation des Juifs de France, du camp de Drancy vers Auschwitz : 1000 déportés, 42 survivants en 1945.
  - Réorganisation des détachements de partisans engagés en Biélorussie.

- 11 septembre :
  - Départ du 31e convoi de déportation des Juifs de France, du camp de Drancy vers Auschwitz : 1000 déportés, 13 survivants en 1945.

- 12 septembre :
  - Sur ordre du général Władysław Sikorski, une armée polonaise est reformée en Irak (Armée polonaise d’Orient), à partir des troupes basées au Moyen-Orient et des forces polonaises d’URSS évacuées vers l’Iran.

- 13 septembre : Début des combats urbains de la bataille de Stalingrad, l'assaut allemand contre la 62e armée du général Tchouïkov durera jusqu'au 18 novembre (66 jours), sans jamais prendre la ville dans sa totalité.

- 14 septembre :
  - Départ du 32e convoi de déportation des Juifs de France, du camp de Drancy vers Auschwitz : 1003 déportés, 45 survivants en 1945.

- 16 septembre :
  - Départ du 33e convoi de déportation des Juifs de France, du camp de Drancy vers Auschwitz : 1000 déportés, 33 survivants en 1945.

- 18 septembre :
  - Départ du 34e convoi de déportation des Juifs de France, du camp de Drancy vers Auschwitz : 1000 déportés, 21 survivants en 1945.

- 20 septembre : 
  - Publication à Paris du premier numéro de la revue littéraire Les Lettres françaises.

- 21 septembre :
  - Départ du 35e convoi de déportation des Juifs de France, de Pithiviers vers Auschwitz : 1000 déportés, 23 survivants en 1945.

- 23 septembre :
  - Départ du 36e convoi de déportation des Juifs de France, du camp de Drancy vers Auschwitz : 1000 déportés, 26 survivants en 1945.

- 27 septembre :
  - Départ du 37e convoi de déportation des Juifs de France, du camp de Drancy vers Auschwitz : 1004 déportés, 15 survivants en 1945.

- 28 septembre :
  - Départ du 38e convoi de déportation des Juifs de France, du camp de Drancy vers Auschwitz : 904 déportés, 18 survivants en 1945.

- 30 septembre :
  - Départ du 39e convoi de déportation des Juifs de France, du camp de Drancy vers Auschwitz : 210 déportés, aucun survivant en 1945.